# سنت-آدل، کبک

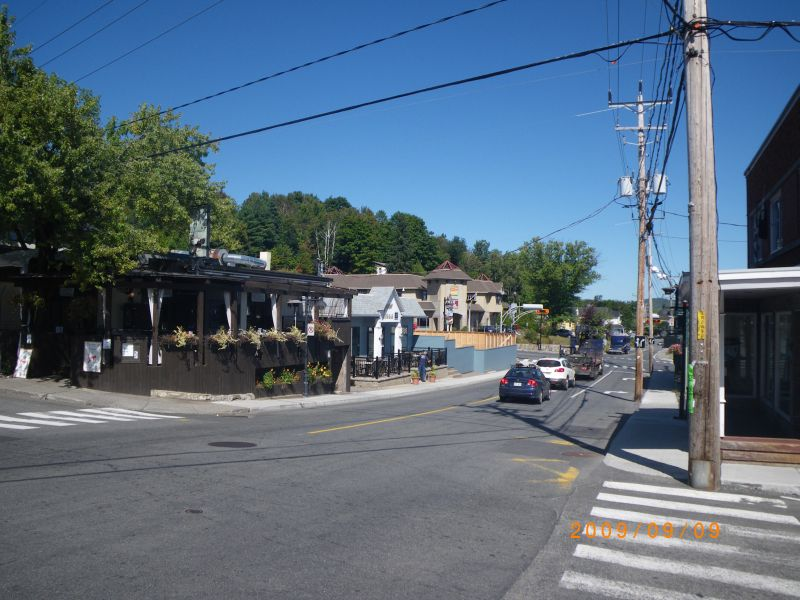
نمایی از شهرک سنت-آدل در ناحیه لورانتید، کبک کانادا - ۲۰۰۹

سنت-آدل (به فرانسوی: Sainte-Adèle) شهرکی در منطقه شهری له پی-دان-او ناحیه لورانتید در استان کبک کانادا است. در سرشماری سال ۲۰۱۱ این شهرک ۱۰٬۶۶۲ نفر جمعیت داشته‌است و مساحت آن ۱۲۲٫۱۹ کیلومتر مربع است.